# Medford (hrabstwo Taylor)
Medford – miejscowość w Stanach Zjednoczonych, w stanie Wisconsin, w hrabstwie Taylor.